# Lucecita (1972)
Lucecita é uma telenovela venezuelana exibida em 1972 pela Venevisión.

## Elenco
- Ada Riera-  Lucecita
- Humberto García- Gustavo
- Linda Albornoz- Rosalia
- Hermelinda Alvarado- Caruca
- Ivonne Attas- Angelina
- Hilda Breer- Cristina
- Mario Brito- Pancho
- Julio Capote- Ricardo
- Maria Eugenia Dominguez- Caty
- Juan Frankis
- Zuleima Gonzalez- Marita
- Lucila Herrera- Mercedes
- Martha Lancaste- Rosa / Laura
- Martín Lantigua- Alvaro
- Arnold Level
- Gioia Lombardini- Mirta
- Esperanza Magaz- Modesta
- Alejandro Mata- Franky
- Oscar Mendoza- Sergio
- Jose Oliva- Alejandro
- Hugo Pimentel- Miguel
- Betty Ruth- Graciela
- Soraya Sanz- Fefa
- Mary Soliani- Lili
- Alfonso Urdaneta- Dependiente
- Orlando Urdaneta- Jose Julian
- Jose Oliva- Alejandro
- Maria Medina- Nora
- Gustavo Gonzalez- Enrique